# Žudije
Žudije, negdje i Žudiji su čuvari Kristova groba u dane Velikog tjedna, u dalmatinskom tradicijskom običaju uprizorenja događaja oko Isusovog uskrsnuća. Običaj je također prisutan među Hrvatima u Vojvodini.
Ova tradicija u Hrvatskoj najprije je dokumentirana u Metkoviću sredinom 19. stoljeća, kada ju je tamo donio Ante Gluščević iz talijanskog grada Loreta, a potom se proširila po cijeloj dolini Neretve, da bi se naposljetku proširila na veliki dio Dalmacije. Najstarije žudije su iz 1857. godine iz župe svetog Ilije u Metkoviću, što ih čini najstarijom vrstom takve udruge. Godine 2007. godine proslavili su 150. obljetnicu postojanja. Žudije župe Sv. Ilije dobitnici su godišnje Nagrade grada Metkovića "Narona" u području kulture za 2008. godinu.
Prvi pisani spomen o Vodičkim žudijama seže u 1912. godinu. Vidonjske žudije 1932. godine osnovali su Joko Jurišin i Joko Ilić – Joktur.  Ne zna se kada je tradicija čuvanja Kristova groba započela u Varešu, ali zna se da je na Veliki petak 1928. godine taj obred bio organiziran. Obred čuvanja Kristova groba nastao je temeljem liturgije. Komunistička vlast u nekim je mjestima uspjela zabraniti obred, a u nekima su to uzaludno nastojali. Čuvari Kristovog groba različito se nazivaju: žudije (Vodice, Metković, Opuzen); rondari (Vrgorac), grobari (Vrlika), grobari i/ili čuvari Gospodinova greba  (Oklaj kod Drniša) stražari Kristova groba (Bjelovar, Imotski, Radobilja);  stražari Božjega greba (Murter), uskrsne straže u Varešu (Bosna i Hercegovina).  Odora čuvara, također, se razlikuje od mjesta do mjesta (odore rimskih vojnika, tradicionalne narodne nošnje, vatrogasna odora, mornarska odora). Svim čuvarima zajedničko je sudjelovanje u procesijama na Veliki petak (i drugim procesijama tijekom godine) i padanje u trenutku kada svećenik zapjeva Slava Vječni što uz crkvena zvona označava Uskrsnuće. Čin padanja i bježanja iz crkve simbolizira Isusovo uskrsnuće. Danas u Republici Hrvatskoj djeluje preko trideset udruga Čuvara Kristova groba. U Kninu je nakon sedamdeset godina oživljena ta tradicija. U Lovasu kod Vukovara revitaliziran je obred. U novije vrijeme u Bosni i Hercegovini taj obred revitalizira se u Vitezu.
Ovaj tradicionalni običaj danas je raširen po cijeloj Dalmaciji, a s vremenom svaka je župa iznjedrila svoje običaje tako da se danas ti običaji međusobno razlikuju po svojim specifičnostima.
Žudije čine 12 stražara predvođenih zapovjednikom tzv. "judom" kao trinaestim članom. Najčešće su odjeveni u odore rimskih vojnika, a negdje i u odore mornara ili u narodne nošnje.
Uprizorenje počinje na Veliki četvrtak kada žudije izlaze pred oltar, gdje stražare izmjenjujući se po četvorica sve do Vazmenog bdijenja u ponoć s Velike subote na Uskrs, kada prilikom Isusovog uskrsnuća oni popadaju, tresući se od straha.

## Žudije u Vojvodini
Čuvari Isusova groba su kod Hrvata u Vojvodini većinom mladići obučeni u narodne nošnje bez šešira (Srijem) ili u crna odjela (Bačka). U rukama nerijetko imaju koplja, dok desetnik nosi helberadu. Čuvanje Božjeg groba počinje na Veliki petak pred kraj obreda, i čuva se sutradan tijekom cijeloga dana, a ponegdje i na sam Uskrs. Običaj je donesen iz Austrougarske monarhije.

## Festival žudija
Festival žudija tradicijsko je godišnje okupljanje žudija koje se održava na Uskrsni ponedjeljak. Prvi festival održan je 2001. u Vodicama, gdje se održavao do 2006. godine, a od tada se održava po raznim župama diljem Dalmacije. Prvotno nazvan »Susret žudija Dalmacije« festival je promijenio ime u »Smotru žudija Dalmacije«, pa u »Vodički festival žudija«, a od 2011. naziva se »Festival žudija«.